# Sektor
Sektor es un personaje en la serie de juegos de lucha Mortal Kombat. Hizo su primera aparición en Mortal Kombat 3 como uno de los tres cyborgs Lin Kuei, junto con Cyrax y Smoke.

## Sobre Sektor
Apareció por primera vez en MK 3 como un asesino que buscaba al guerrero de hielo Sub-Zero y al guerrero de humo (Smoke). En muchos juegos de MK, Sektor ha estado presente. Se ha convertido en un guerrero más amenazador mecanizado. Él representa la cosa más cercana al mal que un cyborg puede ser, y combina los rasgos tanto de ninja cauteloso como de una máquina de matanza despiadada, apta para la guerra moderna. En contraste con su colega Cyrax, Sektor nunca se molestó en descubrir de nuevo su lado humano, y puede ser incapaz. Es posible que sufra algún tipo de locura. Él es capaz de tener pensamientos independientes y accionar como Cyrax y Smoke, pero a diferencia de ellos, no muestra ningún signo de emoción, excepto ira y crueldad. En el modo Konquest del MK:D se le representa como hablando en tercera persona. Desde el juego Mortal Kombat Armaggedon, en el modo konquest, es también representado como un cazarrecompensas con ejército de Cyber Ninjas; se especializa, a diferencia de Cyrax, en el uso de misiles, lanzallamas, capaz de abrir portales dimensionales sorprendiendo así a sus contrincantes y ataques de contacto; su arma principal en MKA son las Pulse Blades, muy similares a un Sable Láser de Star Wars.

## Historia
Cuando el clan Lin Kuei decidió automatizar a sus ninjas en los acontecimientos que condujeron a Mortal Kombat 3, Sektor fue su primer miembro de voluntarios en someterse al proceso, y quien más tarde resultó ser su creación más exitosa. Designado como unidad LK-9T9, fue enviado para encontrar y matar al renegado Sub-Zero durante MK 3 y Mortal Kombat Gold, pero no tuvo éxito en ambas ocasiones. Los eventos lo dejarían a él como el único cyborg restante de los tres creados, con Smoke capturado y apagado en una cárcel de Outworld y Cyrax que se había convertido en un miembro de la Agencia de Investigación del Outworld, después de que su alma se restableció. 
Durante sus violentas batallas contra las fuerzas de Outworld, el programa de Sektor sufrió daños. A su juicio, el maestro del clan Lin Kuei era inferior a él, y fijó su nuevo objetivo en eliminarlo para hacerse del control del clan. Sektor logró eliminar al maestro del clan, pero fue detenido al reclamar el Medallón del dragón, en la prueba del liderazgo del clan, ya que en ese momento regresa Sub-Zero. Con Sektor derrotado, Sub-Zero reivindica su título de Grandmaster. Después de su derrota, Sektor huye a Japón y forma el Tekunin, su propio clan de guerreros ninja cyborg. 
En Mortal Kombat: Armageddon, modo Konquest, Sektor embosca a Taven cuando éste se encuentra en el templo de su padre en busca del arma que dejó su progenitor en aquel lugar. Sektor lo captura y lo lleva a su buque de guerra Tekunin, interrogando a Taven sobre el mensaje que había recibido de su padre. Taven le advierte que sería castigado por ello, y en respuesta, Sektor aumenta el poder al torturar a Taven, causándole gran dolor. De pronto, el buque de guerra es atacado por Sonya Blade de las Fuerzas Especiales. Taven escapa en medio del caos, pero Sektor lo enfrenta diciéndole: -"No escaparas hasta que tenga toda la información que necesito, aunque tenga que sacártela a golpes!", pero Sektor es derrotado, aunque logra escapar del barco antes de que se auto destruya.
En el final de MK: Armagedón, Sektor derrota a Blaze, permitiendo que el poder Firespawn surga a través suyo; este poder vincula a Sektor con sus compañeros de ninjas cibernéticos, Smoke y Cyrax, uniéndolos en una sola mente, lo que los convierte en una abominable mezcla de carne y tecnología.
En la línea de tiempo alterada por Raiden, Sektor, aun siendo humano, forma parte del décimo torneo (MK 1) siendo enviado junto con Cyrax (también en su forma humana) y Sub-Zero (Bi Han), habiendo sido invitados por Shang Tsung. En el torneo, es testigo de como Scorpion asesina a Sub-Zero, retándolo junto con Cyrax. Después de ser derrotados por el espectro, Sektor comienza a desconfiar de Cyrax por negarse a seguir las directivas del Lin Kuei, incluso por perdonarle la vida a Johnny Cage, por lo que ambos salen del torneo para someterse al programa de automatización
Sektor regresa, ya convertido en la unidad LK9T9, en el Torneo del Outworld pero no para participar, si no para dar caza a los renegados Smoke y Tundra (este último tomando la identidad de Sub-Zero tras la muerte de su hermano). Sektor encuentra e inmoviliza a Smoke, pero es emboscado por Raiden, quien lo derrota y rescata al ninja de humo. Al fracasar, Sektor logra dar con Sub-Zero, quien se encontraba en el Coliseo de Shao Kahn a punto de vengarse de Scorpion. Sektor captura a Sub-Zero y le ofrece la lealtad de los Lin Kuei a Shao Kahn, quien acepta.
Durante la invasión del Emperador, Sektor realiza misiones en nombre de Shao Kahn, junto con Cyrax y un robotizado Sub-Zero. Cuando este último es derrotado y reprogramado, Sektor se da cuenta y lo enfrenta, siendo derrotado. Más tarde, encabeza un ataque a la Catedral, en donde se refugiaban los Defensores de la Tierra. Los Lin Kuei son derrotados, sin embargo, la renacida Sindel llega al refuerzo y elimina a la mayoría de los defensores, salvándose apenas Johnny Cage y Sonya Blade.
Con las duras batallas, Sektor sufrió cambios psicológicos y desafió al Gran Maestro del Lin Kuei, su propio padre, a quien derrota. Ignorando las advertencias, Sektor remata a su padre y toma el puesto de Gran Maestro.
Años después, la base secreta del Lin Kuei es asaltada por un renacido Sub-Zero, quien infecta la computadora central con un virus que le facilitó Kung Jin, deshaciendo el protocolo de esclavitud. Sub-Zero derrota a Sektor, siendo ayudado por Cyrax, quien intentando redimirse, se autodestruye eliminando a todos los cyborgs. Sub-Zero, proclamado nuevo Gran Maestro, rescata algunos restos de Sektor, como su cabeza y un brazo, descubriendo la verdad acerca de las muertes de su hermano, Scorpion y el Shirai Ryu, haciendo las paces con Hanzo Hasashi, identidad viva del espectro.
Sin embargo, un misterioso cyborg sobrevivió y robo los restos de Sektor, y también datos de las Fuerzas Especiales acerca de los cyberninjas. Este androide tomó para sí los recuerdos y habilidades de Sektor, Cyrax, Smoke y Sub-Zero y se convirtió en Triborg

## Armas
1. Laser Pistol (MKG)
2. Pulse Blade (MK:TE)
3. Dual Pulse Blades (MK:A)

## Enemigos
1. Cyrax
2. Sub-Zero
3. Jax
4. Sonya

## Apariciones en la saga

### Mortal Kombat 3/Ultimate Mortal Kombat 3/Mortal Kombat Trilogy

#### Biografía
Sektor es el nombre del código de la unidad LK-9T9. Él fue el primero de tres prototipos de ninjas cibernéticos construidos por el clan Lin Kuei. Sektor alguna vez fue un humano, asesino entrenado por el Lin Kuei. 
Él se ofreció como voluntario para la automatización por su lealtad al Clan. Sektor sobrevive a la invasión del Outworld, el no tiene algún alma que haya podido ser tomada.

#### Movimientos Especiales
- Misil: Abriendo sus mecanismos, y desde allí lanza un misil rojo que al impactar al oponente produce una combustión haciéndolo retroceder.
- Doble Misil: Utilizado desde Mortal Kombat Trilogy. Abriendo sus mecanismos, y desde allí lanza un misil rojo y luego lanza otro de forma seguida, ambos misiles producen combustiones que lo hacen retroceder.
- Misil de Objetivo: Abre sus mecanismos, desde allí lanza un misil rojo que supuestamente el oponente evadde, pero se forma un cuadro objetivo que recae sobre ti y que atrera al misil hacia ti.
- telepuerto de Impacto: una raslación en la cual desaparece por debajo de la pantalla y desde el mismo extremo regresa pero con su puño que al impactarle te derriba en medio del cielo.

#### Fatality
- Pinzas: Abre sus mecanismos, sacara a relucir un gran huevo de color rojo aproximándolas al oponente, lo aprisiona y luego las cierra y destruye el cuerpo del oponente en solo sangre, huesos y restos.
- Lanzallamas: Compacta su cuerpo y coloca su mano en medio de su protector de rostro, desde allí lanza una ráfaga de fuego que acaba calcinando el cuerpo del oponente, solo dejaran restos calcinados y en llamas.
- Friedship: Hace aparecer en medio del campo un medidor de fuerza de las ferias, y con un martillo debía golpear el medidor, si lo hacía suficientemente fuerte, levantaba una peza hasta una campana, algo que logró fácilmente.
- Babality: Un bebé... Y ya :S... Que esperabas?.
- Animality: Transformación en un murciélago gigantesco de violeta, que ira sobrevolando todo el campo mientras planea con sus alas, descendiendo de poco en poco se aproxima al oponente y con sus alas lo decapita haciendo volar la cabeza por el cielo.
- Brutality: Utilizado desde UMK3.Combo de once golpes por el cual hace implosionar el cuerpo de su oponente en restos y charcos de sangre.

#### Final
Después de haber terminado finalmente con Sub-Zero, Sektor es atacado por la armada de Shao Kahn. Sin conocer a los guerreros del Outworld, Sektor contraataca. Él identifica a Kahn y a todos los seres del Outworld como amenazas para el Clan Lin Kuei. Las fuerzas de Kahn no son rivales para Sektor, quien logra su camino dentro de la fortaleza. Una vez adentro, Sektor inicia la secuencia de autodestrucción. La explosión resultante es tan poderosa que cierra el Portal y regresa la Tierra a la normalidad.

### Mortal Kombat Gold

#### Biografía
Sospechando acerca de los efectos que la prolongada estancia en el desierto había provocado en Cyrax, el clan Lin Kuei se ve obligado a enviarle dado que sus filas están muy mermadas. También envían a Sektor junto a él, pero al contrario de lo que parece, Sektor no va para ayudar a Cyrax, sino informar a su clan de las acciones de su compañero. Los informes que envie Sektor decidirán si esta es la última misión de Cyrax.

#### Personaje oculto
Sektor es el personaje oculto en Mortal Kombat Gold, junto con Noob Saibot y Meat, de la misma manera se necesita ganar el juego con un jugador indicado para activarlo, a diferencia de ellos él posee un video de historia al terminar el juego.

#### Movimientos Especiales
- Misil: Abriendo sus mecanismos, y desde allí lanza un misil rojo que al impactar al oponente produce una combustión haciéndolo retroceder.
- Doble Misil: Abiendo sus mecanismos, y desde allí lanza un misil rojo y luego lana otro de forma seguida, ambos misiles producen combustiones que lo hacen retroceder.
- Misil de Objetivo: Abre sus mecanismos, desde allí lanza un misil rojo que supuestamente el oponente evadde, pero se forma un cuadro objetivo que recae sobre ti y que atrera al misil hacia ti.
- telepuerto de Impacto: una raslación en la cual desaparece por debajo de la pnatalla y desde el mismo extremo regresa pero con su puño que al impactarte te derriba en medio del cielo.

#### Fatality
- Pinzas: Abre sus mecanismos, sacara a relucir una gran vara que se convierte en gigantescas pinzas, aproximándolas al oponente, lo aprisiona y luego las cierra y destruye el cuerpo del oponente en solo sangre, huesos y restos.
- Lanzallamas: Compacta su cuerpo y colocando su mano en medio de su protector de rostro, desde allí lanza una ráfaga de fuego que acaba calcinando el cuerpo del oponente, quien empezara a correr para calmar las llamas, pero su cuerpo no lo resistirá y caerá al suelo calcinado al enemigo.

#### Habilitación
- Cuadro de selección de personajes: Ve por debajo del cuadro y selecciona el recuadro conocido como Hidden, presiona la combinación L+R sin soltarlos avanza y posicionate sobre el recuadro de Cyrax, allí presiona el botón A.

#### Fínal
Cyrax se encontraba en la agencia de Las Fuerzas Especiales, allí Jax y Sonya lo acogieron, la Outer Worlds Investigation Agency que disponían de la tecnología suficiente logró reparar a Cyrax, pero desearon hacerlo lo más humano posible, dejando su cuerpo en un compartimiento, allí en secreto y sin el conocimiento de nadie, Sektor entró, se acercó al cuerpo de Cyrax, observándolo se preparó para atacar, lanza  El Doble Misil, repetidamente, todo el compartimiento es destruido, Sektor siguió atacando, cuando el polvo causado se disipó, Sektor no detectó en su visor ningún objetivo, así que decidió a marcharse.

### Mortal Kombat Tournament Edition
Biografía: Falló a su clan cuando no pudo eliminar a Cyrax en la batalla contra Shinnok. Su programación se volvió inestable durante sus batallas contra las fuerzas del Outworld. Su nueva misión fue la de eliminar al débil Gran Maestro del Lin Kuei y tomar él mismo el poder. Aunque tuvo éxito al asesinar al Gran Maestro, Sub-Zero le impidió obtener el poderoso Medallón del Dragón en una intensa lucha.
Final: Sektor, derrotado, huyó a Japón para crear su propio clan de ciberninjas. Pronto reclutó a varios ninjas deseosos de someterse al proceso de automatización, y creó en secreto una base para su nuevo clan ninja en Japón. Como un virus indetenible, el nuevo clan de Sektor creció en número y su presencia en esa nación causó temor. Pronto Japón sería controlado por el clan Tekunin. 

### Mortal Kombat: Armageddon
Final: Al derrotar a Blaze el poder que surgió a través de Sektor lo enlazó con sus compañeros ciberninja, Smoke y Cyrax. Al convertirse en una mente, se unieron en un grotesco ente de carne y tecnología. Los reinos pronto temblaran ante la inminente transformación. ¡Todos se inclinarán ante el nuevo dios!
- Datos: Q2477510
- Multimedia: Sektor / Q2477510